# Philipp Röth (Maler)

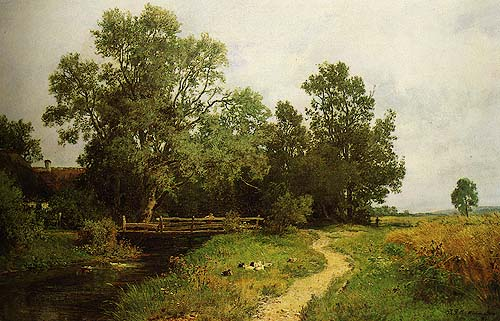
Landschaft im Dachauer Moos, 1895

Philipp Röth (* 18. März 1841 in Darmstadt; † 20. Mai 1921 in München) war ein Maler und Zeichner der Spätromantik und des Impressionismus.

## Leben
Röth begann 1855 ein Studium in Darmstadt bei August Lucas und Karl Ludwig Seeger. Von 1859 bis 1860 besuchte Röth die Malklasse von Johann Wilhelm Schirmer an der Karlsruher Kunstakademie und um 1861 wieder in Darmstadt beim Großherzoglich hessischen Hofmaler Paul Weber, der später auch sein Schwiegervater werden sollte.
Über Düsseldorf, wo er zwischen 1864 und 1870 als freischaffender Künstler wirkte, Einflüsse der Düsseldorfer Malerschule aufnahm und zuletzt auf der Jägerhofstraße 1 im Hofgartenhaus wohnte, kam er schließlich nach München und lebte und arbeitete in Haimhausen und Dachau, einem damaligen Zentrum der Freilichtmalerei.
Röth gilt als einer der bedeutendsten Vertreter der Paysage intime in Deutschland. Seine Naturdarstellungen zeigen ein starkes Interesse an der Wiedergabe jahres- und tageszeitlicher sowie wetterbedingter Stimmungen. In seinem Spätwerk wandte sich Röth dem Impressionismus zu.

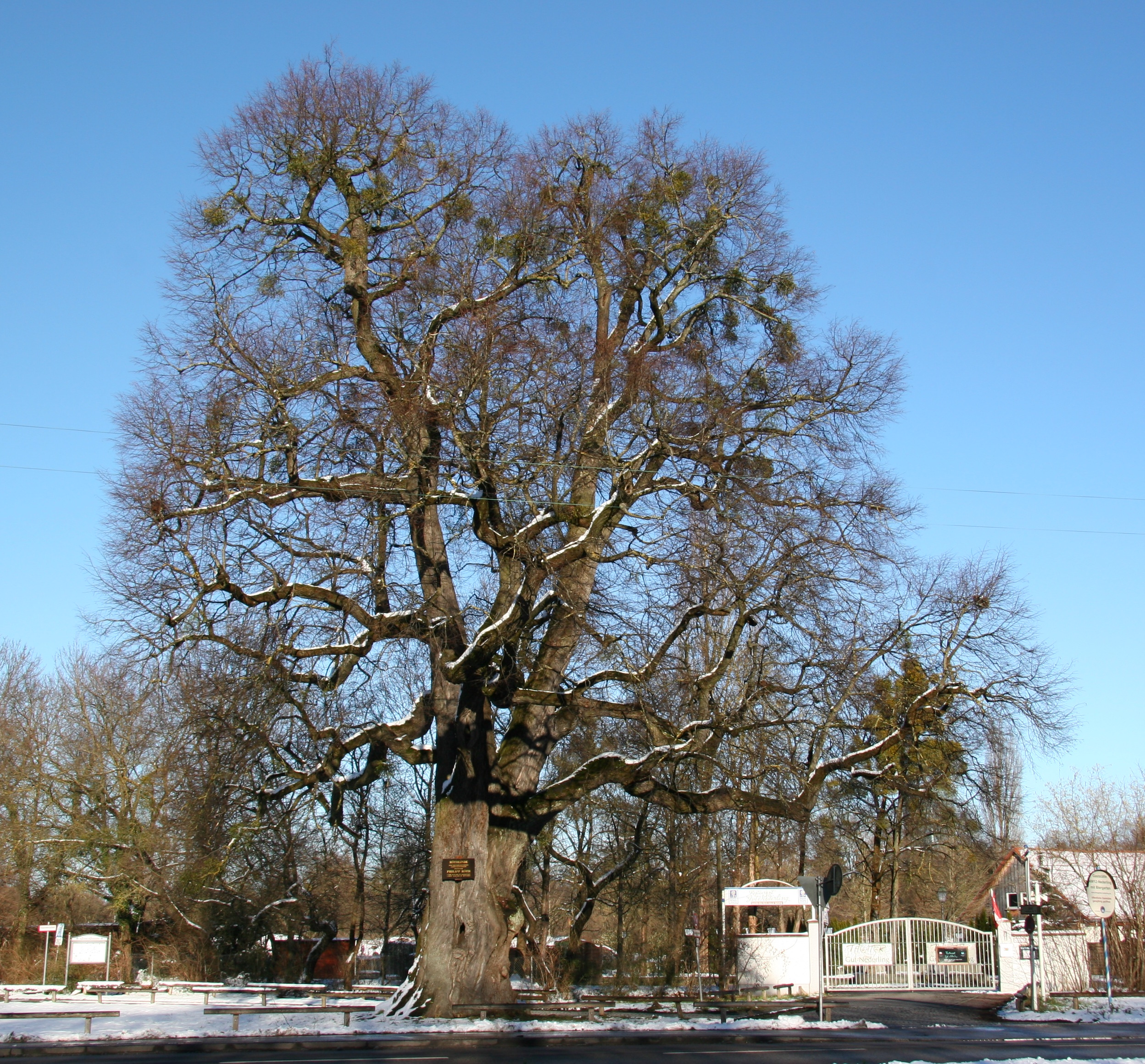
Röth-Linde im Winter, Januar 2015

Im heutigen Münchner Stadtteil Nederling erinnert an einer mehr als 300 Jahre alten Linde eine Gedenktafel an den Maler und eines seiner bevorzugten Motive. Diese ist heute als Röth-Linde bekannt. Unter ihr hat Philipp Röth oft gesessen und Landschaftsbilder gemalt, weshalb sie nach ihm benannt wurde.
Röth heiratete Pauline Weber, Tochter des Malers Paul Weber, mit welcher er die Töchter Paula und Vicki hatte.